# Città di Caltanissetta 2009
Il Città di Caltanissetta 2009 è stato un torneo professionistico di tennis maschile giocato sulla terra rossa, che faceva parte dell'ATP Challenger Tour 2009. Si è giocato a Caltanissetta in Italia dal 16 al 22 marzo 2009.

## Partecipanti

### Teste di serie
| Nazionalità | Giocatore            | Ranking* | Testa di serie |
| ----------- | -------------------- | -------- | -------------- |
| Francia     | Adrian Mannarino     | 128      | 1              |
| Italia      | Tomas Tenconi        | 155      | 2              |
| Belgio      | Xavier Malisse       | 165      | 3              |
| Kazakistan  | Jurij Ščukin         | 180      | 4              |
| Danimarca   | Kristian Pless       | 183      | 5              |
| Paesi Bassi | Jesse Huta Galung    | 184      | 6              |
| Francia     | Éric Prodon          | 190      | 7              |
| Argentina   | Juan Pablo Brzezicki | 196      | 8              |

- Ranking al 9 marzo 2009.

### Altri partecipanti
Giocatori che hanno ricevuto una wild card:
- Daniele Bracciali
- Adrian Mannarino
- Davide Sanguinetti
- Tomas Tenconi

Giocatori passati dalle qualificazioni:
- Francesco Aldi
- Thiemo de Bakker
- Jerzy Janowicz
- Nick van der Meer

## Campioni

### Singolare
Jesse Huta Galung ha battuto in finale  Thiemo de Bakker con il punteggio di 6–2, 6–3

### Doppio
Juan Pablo Brzezicki /  David Marrero hanno battuto in finale  Daniele Bracciali /  Simone Vagnozzi con il punteggio di 7–6(5), 6–3